# Distretto di Shifeng
Il distretto di Shifeng (石峰区S, Shífēng QūP) è un distretto della Cina, situato nella provincia di Hunan e amministrato dalla prefettura di Zhuzhou.